# Batalha de Baekgang
A Batalha de Baekgang ou Batalha de Baekgang-gu, também conhecida como Batalha de Hakusukinoe (白 村 江 の 戦 い, Hakusuki no e no Tatakai) ou  Batalha de Hakusonkō (白村江の戦い, Hakusonkō no Tatakai) no Japão, e como Batalha de Baijiangkou (白 江口 之 战, Bāijiāngkǒu Zhīzhàn) na China, foi uma batalha ocorrida entre 27 e 28 de agosto de 663 envolvendo as forças de restauração de Baekje e seu aliado, Japão, contra as forças aliadas de Silla e da dinastia Tang da China antiga. A batalha ocorreu no curso inferior do rio Geum, na província de Jeollabuk-do, na Coreia. As forças Silla-Tang conquistaram uma vitória decisiva, obrigando o Japão a retirar-se completamente dos assuntos coreanos e esmagando o movimento de restauração de Baekje.

## Antecedentes
No século IV a.C., a península coreana estava dividida em três reinos - Baekje,  Silla e Koguryo. Esses três reinos eram rivais e se envolveram em guerras pelo domínio da península por vários séculos. Além da rivalidade inter-coreana, Koguryo travava freqüentes guerras com as dinastias chinesas Sui e Tang. A relação entre os três reinos coreanos mudavam frequentemente; um reino se tornaria aliado de um dos outros dois, apenas para depois se voltar contra esse reino e (às vezes) se tornar aliado do outro reino contra quem havia lutado antes. Por exemplo, Silla e Baekje foram aliados contra Koguryo (do final dos anos 420 ao início dos anos 550), mais tarde Silla (ou Baekje) traiu seu aliado (como aconteceu em 553, quando Silla tomou o controle de toda a Bacia do rio Han de Baekje).
Silla tinha uma aliança contínua com a dinastia Tang, que remonta à ascensão dos Tang ao poder na década de 620. Os Tang organizaram uma série de assaltos contra Koguryo, mas nunca conseguiu conquistá-lo. Todas os ataques dos Tang foram do norte para o sul. Em certa ocasião os Tang acreditaram que seria melhor atacar Koguryo em duas frentes, atacando pelo norte enquanto que simultaneamente Silla atacasse do sul. No entanto, para para que isso pudesse ocorrer com segurança era preciso eliminar Baekje (na época aliada de Koguryo) e assegurar uma base de operações no sul da Coreia para uma segunda frente. Dessa forma em 660 se inicia a campanha militar contra Baekje.
Juntos, Silla e Tang invadiram Baekje e efetivamente a conquistaram quando ocuparam a capital Sabi, prenderam o último rei de Baekje, Uija, e a maior parte da família real. Logo depois, porém, o povo Baekje se revoltou e grandes áreas do norte de Baekje se libertaram. O general Baekje Boksin tentou recuperar os 40 condados ainda sob o controle Silla-Tang. Também se lembrou do príncipe Buyeo Pung que fora para o Japão. O general Boksin proclamou o príncipe Buyeo Pung como o novo rei de Baekje. Embora as forças de restauração tivessem algum sucesso inicial contra as tropas de Tang e Silla, mas em 662 passaram a estar em sérios apuros, pois sua área de controle estava confinada à fortaleza de Churyu e arredores. Nesse momento houve um sério desentendimento entre Buyeo Pung e Boksin e este último acabou morto pelo primeiro.
Baekje e o  Japão da dinastia Yamato já eram aliados de longa data, e suas casas reais estavam relacionadas. A queda de Baekje em 660 foi um choque terrível para a corte real de Yamato. A Imperatriz Saimei  recebeu o apelo de Baekje por ajuda e resolveu ajudá-los.
O príncipe herdeiro Naka no Ōe, que mais tarde se tornaria o imperador Tenji, e a imperatriz Saimei decidiram despachar uma força expedicionária liderada por Abe Hirafu (阿 倍 比羅夫) para ajudar as forças sitiadas de restauração de Baekje. As tropas eram formadas em sua maioria por homens fortes recrutados na parte ocidental de Honshu, em Shikoku e principalmente de Kyūshū, embora alguns guerreiros também fossem de Kanto e do nordeste do Japão.
A imperatriz Saimei se mudou para o palácio temporário de Asakura, perto dos estaleiros no norte de Kyūshū, para supervisionar pessoalmente a campanha militar. Quando a frota principal zarpou, o Man'yōshū registra que a Imperatriz Saimei compos uma tanka:

熟田津尓 船乗世武登 月待者 潮毛可奈比沼 今者許芸乞菜
Nikita tsu ni funanori semu to tsuki mateba, shio mo kanahinu: ima ha kogiide na.
Eu ia esperar a lua se levantar antes de embarcar na baía de Nikita, mas a maré está alta: vão embora agora!

A imperatriz morreu em Tsukushi logo após a partida das últimas tropas Yamato para a Coreia. O príncipe herdeiro (Tenji) levou seus restos mortais para Asuka. Tenji, vestindo roupas brancas de luto, estabeleceu sua residência no palácio temporário de Nagatsu em Kyūshū e continuou a supervisionar a operação expedicionária.
No final de 661, 5 mil soldados, 170 navios e o general Abe Hirafu chegaram em território controlado pelas forças de restauração de Baekje. Outros reforços japoneses, incluindo 27 mil soldados liderados por Kamitsukeno no Kimi Wakako (上 毛 野 君 稚子) e 10 mil soldados liderados por Iohara no Kimi (廬 原君), chegaram em 662.

## A Batalha
Em 663, as forças de restauração de Baekje e a marinha Yamato se reuniram no sul de Baekje com a intenção de interromper o cerco à capital do movimento de restauração de Baekje em Churyu. A marinha Yamato deveria transportar tropas terrestres para Churyu pelo rio Geum e levantar o cerco. No entanto, os Tang enviaram 7 mil soldados e 170 navios para impedir que os reforços Yamato chegassem a capital.
Em 27 de agosto de 663 a vanguarda da frota japonesa tentou forçar o caminho, mas os navios Tang mantiveram-se firmes, repelindo os ataques e mantendo fileiras disciplinadas.
Em 28 de agosto de 663, o segundo dia da batalha, a chegada dos reforços japoneses fez com que suas forças fossem várias vezes maiores do que a frota Tang. No entanto, o rio era estreito o suficiente para que a frota de Tang pudesse cobrir sua frente e proteger seus flancos, desde que eles mantivessem suas linhas ordenadas. Os japoneses estavam confiantes em sua superioridade numérica e atacaram a frota Tang pelo menos três vezes durante o dia, mas os Tang resistiram cada ataque. No final do dia, os japoneses ficaram exaustos e sua frota perdeu a coesão depois das repetidas tentativas de romper as linhas Tang. Percebendo o momento certo, a frota de Tang movimentou suas reservas e contra-atacou, rompendo os flancos esquerdo e direito dos japoneses, cercando sua frota e aglomerou os navios de forma não pudessem se mover ou recuar. Muitos japoneses caíram na água e se afogaram, e muitos de seus navios foram queimados e afundados. O general Yamato Echi no Takutsu foi morto depois de derrubar mais de uma dúzia de homens em combate.
Fontes japonesas, coreanas e chinesas apontam pesadas baixas japonesas. Segundo o Nihon Shoki, 400 navios japoneses foram perdidos na batalha. Fontes chinesas afirmam 10 mil mortes japonesas. 
A participação de Silla na batalha envolveu as forças de cavalaria que derrotaram as tropas terrestres de restauração de Baekje que apoiavam a marinha Yamato nas margens do rio. Não está claro se isto ocorreu antes ou durante a batalha em que a marinha japonesa estava combatendo os navios Tang.
Em 7 de setembro de 663, sem o reforço das tropas Yamato para levantar o cerco, a fortaleza de Churyu rendeu-se às forças de Silla e Tang. Buyeo Pung pegou um barco e fugiu com vários seguidores para Koguryo.

## Consequências
A Batalha de Baekgang foi a maior derrota do Japão em sua história pré-moderna. As perdas do Japão foram enormes. O Japão também perdeu um importante aliado no continente, Baekje, bem como uma ligação direta com a tecnologia e cultura. Devido a gravidade de sua derrota, a Corte de Yamato temia uma invasão tanto de Silla quanto dos Tang. Para se prevenir do ataque, construíram uma enorme rede de fortificações. Em 664, a Corte de Yamato estabeleceu guardas fronteiriços e torres de alerta nas ilhas Tsushima, Iki e no norte de Kyūshū. Além disso, açudes para armazenamento de água foram construídos em torno das fortalezas em Kyūshū, que eram coletivamente chamadas de Fortaleza da Água. Em 665, a Corte de Yamato enviou generais e artesãos de Baekje para construir uma muralhas na província de Nagato e duas em Kyūshū. Em 667, outras foram construídas em Yamato, em Sanuki e na ilha de Tsushima. Desconhecendo a eclosão da Guerra Silla-Tang (670-676), os japoneses continuariam a construir fortificações até 701, após descobrirem que Silla não era mais aliada de Tang.
Para Baekje, a batalha foi o golpe de misericórdia que acabou com qualquer esperança de reviver o reino. Muitos habitantes de Baekje fugiram para Koguryo ou para o Japão. A realeza de Baekje que fugiu para o Japão recebeu as mesmas classificações e títulos na Corte de Yamato e os refugiados não-reais de Baekje receberam status de cidadania de fato ou estatuto especial de artesão.
A vitória deu a Tang o controle de todas as antigas terras de Baekje na Coreia e de uma base segura no sudoeste da Coreia para lançar uma invasão em duas frentes de Koguryo e Silla. A aliança Silla-Tang lançou pela primeira vez ataques contra Koguryo vindos do sul em 661, e a capital de Koguryo, Pyongyang, finalmente caiu em 668. No mesmo ano, Tang estabeleceu o Protetorado Geral para Pacificar o Oriente para controlar a Península Coreana.